# Bombay Velvet
Pour plus de détails, voir Fiche technique et Distribution.
Bombay Velvet est un film indien réalisé par Anurag Kashyap, sorti en 2015.
Il est basé sur le livre de Gyan Prakash Mumbai Fables.

## Fiche technique
- Titre français : Bombay Velvet
- Réalisation : Anurag Kashyap
- Scénario : Vasan Bala, Anurag Kashyap et Gyan Prakash
- Direction artistique : Sameer Sawant
- Décors : Kazvin Dangor et Rose Maria Tharakan
- Costumes : Niharika Bhasin
- Photographie : Rajeev Ravi
- Montage : Prerna Saigal et Thelma Schoonmaker
- Musique : Amit Trivedi
- Pays d'origine : Inde
- Format : Couleurs - 35 mm - Dolby Digital
- Genre : action, drame
- Durée : 149 minutes
- Date de sortie :
  - Inde : 15 mai 2015

## Distribution
- Ranbir Kapoor : Johnny Balraj
- Anushka Sharma : Rosie Noronha
- Karan Johar : Kaizad Khambatta
- Satyadeep Misra : Chimman Chopra
- Manish Chaudhary : Jimmy Mistry
- Kay Kay Menon : Vishwas Kulkarni
- Siddartha Basu : Romi Mehta
- Vivaan Shah : Tony
- Vicky Kaushal : Basil
- Atul Srivastava : Rao Saheb Desai